# Nasr Athlétique de Hussein Dey
El Nasr Athlétique de Hussein Dey o NA Hussein Dey (àrab: النصر الرياضي لحسين داي, an-Naṣr ar-Riyāḍī li-Ḥusayn Dāy, ‘la Victòria Esportiva de Hussein Dey’) és un club de futbol algerià de la ciutat d'Alger, al districte de Hussein Dey. Amb anterioritat s'anomenà Milaha Athletic Hussein Dey (MAHD). Els seus colors són el groc i el vermell.

## Palmarès
- Lliga algeriana de futbol:[2]
  - 1967
- Copa algeriana de futbol:[3]
  - 1979

## Jugadors destacats
- Ali Fergani
- Mahmoud Guendouz
- Rafik Halliche
- Rabah Madjer
- Chaabane Merzekane
- Hamza Yacef
- Abderraouf Zarabi